# Tractor M5
El Tractor de Alta Velocidad M5 era un tractor de artillería que fue empleado por el Ejército de los Estados Unidos a partir de 1942.

## Construcción
El M5 era un vehículo sobre orugas diseñado para remolcar el obús M2 105 mm y el Long Tom 155 mm, así como para transportar a sus sirvientes y las municiones. Un sistema de cabestrante y rodillos le permitía al M5 remolcar vehículos desde adelante o desde atrás. Su armamento consistía en una ametralladora Browning M2. 

## Historia

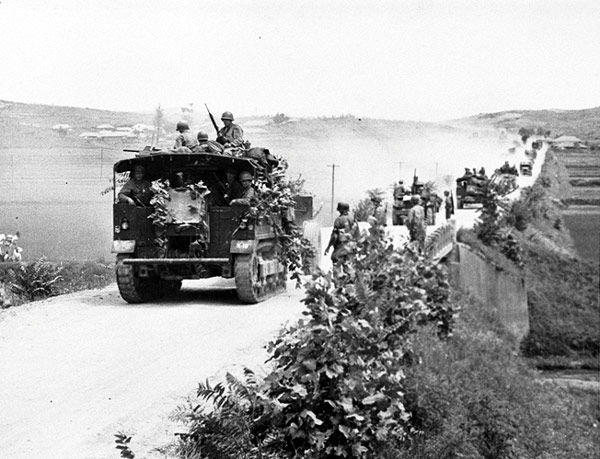
Tractor M5 en Corea.

El M5 fue estandarizado en octubre de 1942 a partir del T21, un vehículo basado en el tren de rodaje del tanque ligero M3 Stuart. La International Harvester Company empezó a producirlo en 1942. El M5 no estuvo en servicio con el Ejército estadounidense por mucho tiempo después de la Segunda Guerra Mundial, pero Japón, Austria, Yugoslavia y Pakistán continuaron empleándolo.[cita requerida]

## Variantes
- M5 - con toldo, conductor en posición central y suspensión de muelles en voluta verticales
- M5A1 - con techo de metal, conductor a la izquierda y suspensión de muelles en voluta verticales
- M5A2 - con toldo, conductor en posición central y suspensión de muelles en voluta horizontales
- M5A3 - con techo de metal, conductor a la izquierda y suspensión de muelles en voluta horizontales
- M5A4 - con techo parcial de metal, conductor en posición central, cajas de munición a los lados y suspensión de muelles en voluta horizontales

## Ejemplares sobrevivientes
- En el Museo Marshall
- Un M5 en el Museo de la 45ª División de Infantería
- Un ejemplar funcional en el Museo del Soldado estadounidense de College Station, Texas
- Un M5A2 funcional en el Armourgeddon Tank Driving de Husbands Bosworth, Leicestershire, Reino Unido Armourgeddon
- Un M5 funcional en el Museo de Historia Militar de Kansas en Augusta, Kansas, Estados Unidos
- Un M5 en el Museo de la Guardia Nacional de Arkansas en Little Rock, Arkansas, Estados Unidos

Varios tractores M5 fueron empleados en Columbia Británica, Canadá, como transportes para taladros de roca. El Chapman "Drilmobile", fabricado por la Chapman Motor & Machine Shop de Delta, Columbia Británica, fue específicamente diseñado para la construcción de caminos madereros y era bastante popular. 